# Hieris
Hieris, monotipski biljni rod iz porodice katalpovki smješten u tribus Oroxyleae. Jedina je vrsta H. curtisii,  lijana sa Malajskog poluotoka. Vrsta je ograničena na državu Penang, ali nije uočena još od 1902. godine.

## Sinonimi
- Pandorea curtisii Ridl.; Fl. Mal. Penins. 2: 553 (1923)
- Tecoma curtisii Ridl.; J. Straits Branch Roy. Asiat. Soc. 49: 26 (1908), bazionim